# طريقة التدفقات
طريقة التدفقات هو كتاب لإسحاق نيوتن. تم الانتهاء من الكتاب في عام 1671، ونشر في عام 1736. التدفقات هو مصطلح نيوتن للمشتق. قام في الأصل بتطوير الطريقة في وولستوربي مانور أثناء اقفال جامعة كامبريدج خلال الطاعون الكبير في لندن من عام 1665 إلى 1667، لكنه لم يختار أن يجعل اكتشافاته معروفة (على نحو مماثل، تم تطوير النتائج التي توصل إليها والتي أصبحت في نهاية المطاف في كتابه الأصول الرياضية للفلسفة الطبيعية في هذا الوقت ومخفية عن العالم في مذكرات نيوتن لسنوات عديدة). طور غوتفريد لايبنتس شكل حساب التفاضل والتكامل الخاص به بشكل مستقل حوالي عام 1673، بعد 7 سنوات من تطوير نيوتن لأساس التفاضل والتكامل، كما يظهر في المستندات الباقية على للآن مثل «طريقة التدفقات والطلاقة...» من عام 1666. ومع ذلك نشر لايبنتس اكتشافه للتفاضلية. حساب التفاضل والتكامل في عام 1684، قبل تسع سنوات من نشر نيوتن رسميًا شكل تدوينه الخاص بحساب التفاضل والتكامل جزئيًا خلال 1693. تدوين التفاضل والتكامل المستخدم اليوم هو في الغالب تدوين لايبنتس، على الرغم من تدوين نيوتن للنقاط التفاضلية {\displaystyle {\dot {x}}} للدلالة على المشتقات فيما يتعلق بالوقت لا يزال قيد الاستخدام الحالي في جميع فروع الميكانيكا وتحليل الدوائر الكهربائية.